# Introduktion af barselkvinde
Introduktion af barselkvinde i kirken efter overstået fødsel var indtil 1754 en tvungen ceremoni i Danmark. Før reformationen i 1536 var kvinden blevet betragtet som uren efter fødslen og skulle af samme årsag holde sig hjemme de første fem til seks uger. I denne periode, hvor kvinden "lå uden kirken", var hun et nemt offer for djævelen. På dagen, hvor hun skulle introduceres, drog hun til kirke med sit æresfølge af kvinder, der beskyttede hende på vejen. Uden for kirken blev hun mødt af præsten, der stænkede hende med vievand og rakte hende et tændt vokslys (slukket, hvis barnet var dødt), afsagde nogle bønner og ledte hende herefter ind i kirken, hvor barselkvinden og hendes følge "ofrede". Offeret var en betaling til hhv. præst og degn. 
Efter reformationen var der megen polemik omkring ceremonien, som nogle ønskede afskaffet, da den jo havde sit udgangspunkt i Det Gamle Testamente, Tredje Mosebog (12. kap. "Om barselkvinders urenhed"). Man enedes dog om at beholde ritualet i stærkt revideret form og med klar afstandstagen fra opfattelsen af kvinden som uren efter fødsel - skønt denne opfattelse holdt sig mange steder i befolkningen.
I kirkebøger kan i stedet for introduktion stå, at hun indledes eller at hun introduceres. Efter 1754 forekommer endvidere udtrykket "indlyst".
I Christian 5's Danske Lov (2-8-9) anføres "Præsterne skulle formane Barselqvinderne til Bøn og Paakaldelse for deris Foster, saa og at de sig indeholde i fem, eller sex, Uger efter deris Barnefødsel, efter hvilken Tid de skulle holde deris Kirkegang, dog Egteqvinder alleene ledis i Kirken af Præsten, hvor det hidindtil haver været brugeligt". I følge Kirkeritualet af 1685 skulle kvinden møde i våbenhuset og vente her, mens gudtjenesten gik i gang, indtil præsten kom ned til våbenhuset, og, stående lige inden for kirkedøren overfor kvinden, holdt en kort tale til hende, bad en bøn, hvorefter hun blev ledt ind i kirken - heraf ordet "indlede" - til hendes vante plads i menigheden.  
Kgl. reskript af 8. nov. 1748 fritog kvinder "af caracteer", dvs. hustruer af personer af rang, for introduktion, og endnu et 
Kgl. reskript af 22. nov. 1754 fritog nu alle kvinder. Dog så kirken helst, at introduktion bibeholdtes de steder, ritualet stadig var almindelig skik og brug. Derfor bringer 1754-reskriptet tillige en anvisning på et forenklet ritual, hvorved kvinden kunne vælge blot at blive indlyst fra prædikestolen, efter endt prædiken. 
Introduktion blev mere og mere sjældent i løbet af 1800-tallet, men enkelte introduktioner har fundet sted helt ind i 1900-tallet. 
Et indtryk af skikken kan man få ved at betragte  Christen Dalsgaards maleri fra 1860, "En Kones højtidelige Kirkegang efter barselsfærd". Kvinden introduceres her efter det gamle 1685-ritual, hvor en præst står i døren og tager imod barselkvinden, der venter i våbenhuset omgivet af ledsagende kvinder.